# Eiweiler (Heusweiler)

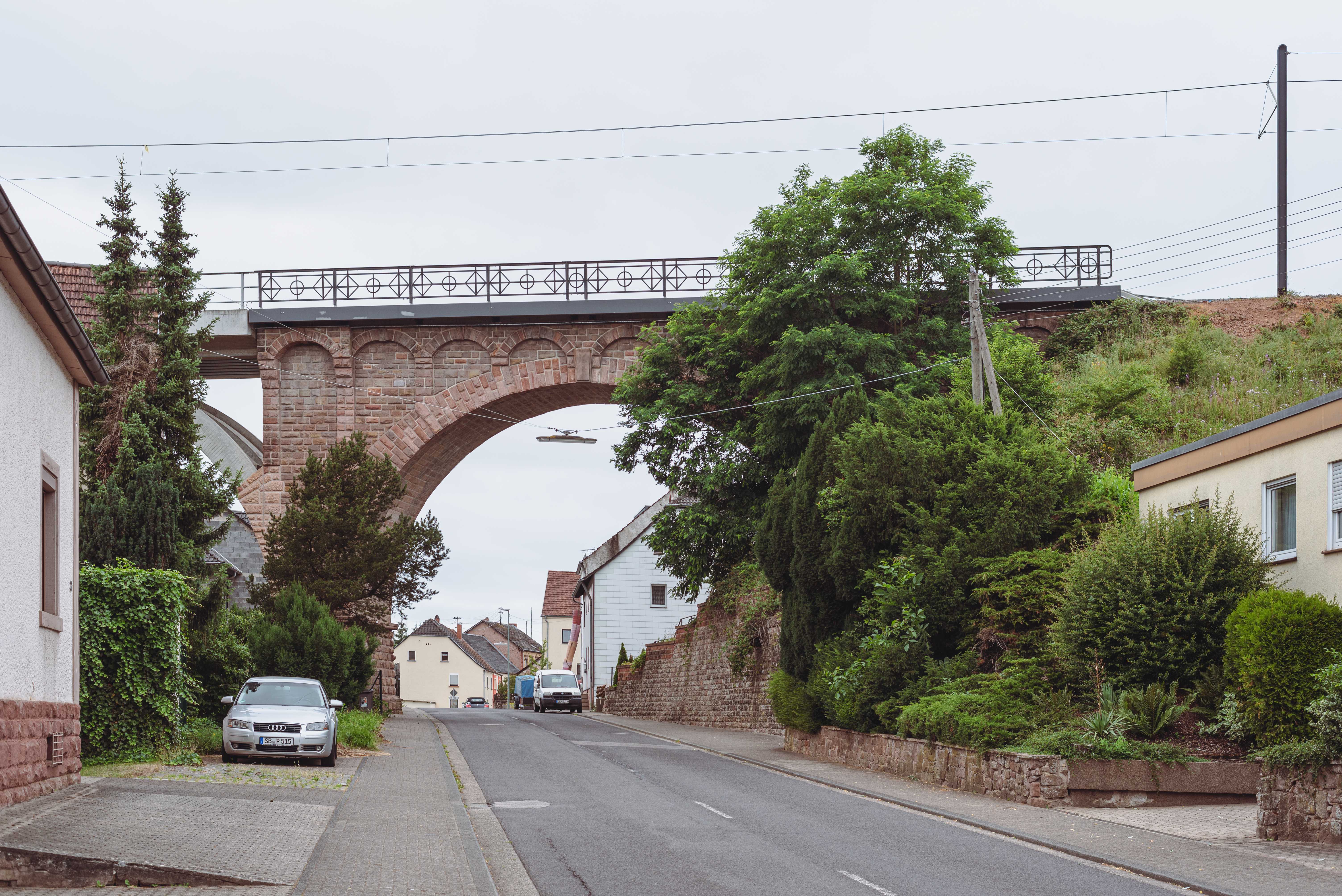
Großwaldstraße in Eiweiler

Eiweiler ist ein Ortsteil von Heusweiler im Saarland. Der Ortsteil hatte am 1. Januar 2020 2397 Einwohner.

## Geschichte
Zwischen 1936 und 1940 wurden Westwallbunker auf dem Gemeindegebiet angelegt. Am 5. Dezember 1944 starben bei einem Angriff auf die Eisenbahnlinie (Bahnstrecke Lebach–Völklingen) in Eiweiler 16 Menschen. Es handelte sich überwiegend um Evakuierte aus Völklingen. Am 18. März 1945 sprengten deutsche Soldaten die Eisenbahnbrücke im Ort. Sie wurde 1947 wieder aufgebaut. 
Bei dem Grubenunglück in der Grube Luisenthal am 7. Februar 1962 starben sechs Bergleute aus Eiweiler. 
1936 wurden Eiweiler, Hellenhausen und Kirschhof zu einer Zivilgemeinde zusammengeschlossen. Von 1966 bis 1973 war Eiweiler als amtsfreie Gemeinde selbstständig. Am 1. Januar 1974 wurde Eiweiler in die Gemeinde Heusweiler eingegliedert.

## Religion
Die Grafen von Nassau-Saarbrücken führten 1575 die Reformation in Eiweiler ein. Später jedoch wurde die Gemeinde durch katholische Zuwanderer wieder gestärkt. Unter der französischen Verwaltung wurde die Kirche in Eiweiler 1684 wieder den Katholiken überlassen. 
Die um die Mitte des 17. Jahrhunderts schwer beschädigte Kirche wurde wohl um 1750 durch einen Neubau ersetzt; wenig früher war die Heilig-Geist-Kapelle am Vogelsborn erbaut worden. 1850 wurde die Pfarrkirche erweitert. Zwischen 1880 und 1885 war im Zuge des Kulturkampfs jegliche Seelsorge durch die preußische Regierung verboten, danach lebte die Gemeinde wieder auf. 1903 erhielt die Pfarrkirche zwei Glocken, 1923 wurde ein Friedhof eingerichtet und 1924 ein neues Pfarrhaus gebaut. 1937 wurde ein Großteil des Kirchenbaues durch einen Neubau ersetzt und 1938 auch die Kapelle am Vogelsborn renoviert, die 1970 durch einen Neubau ersetzt wurde. 1959 wurde dann auch das Kirchenschiff neu gebaut. 1962 erhielt die Kirche fünf neue Glocken und 1966 eine Orgel, die Hugo Meyer in Heusweiler gebaut hatte. Die Kapelle am Vogelsborn ist seit Anfang des 21. Jahrhunderts von einem künstlerisch gestalteten Kreuzweg umgeben.
Um den Tag des heiligen Erasmus von Antiochia, der spätestens seit 1569 der Patron der katholischen Kirche von Eiweiler ist, findet alljährlich eine Kirmes statt. Nach dem Hochamt bewegt sich der Festumzug von der Kirche zum Kirmesplatz. Am Montag nach der Kirmes wird eine Messe gefeiert. Der sogenannte, traditionelle "Kerwehannes", eine Strohpuppe, wird als Abschluss angezündet.

## Wirtschaft und Infrastruktur
Bis in die 1950er Jahre lebten die Einwohner meist von Landwirtschaft, Niederwaldbewirtschaftung sowie vom Bergbau in der Umgebung. Nachdem die Lohhecken, von denen die Eiweiler Umgebung geprägt war, wirtschaftlich uninteressant geworden waren, da die Gerbereien auf chemische Gerbstoffe umgestiegen waren und die Brennholznutzung auch nicht mehr genug Gewinn abwarf, arbeitete man auf Hochwaldbewirtschaftung hin. 
Schon 1860 wurde die Großwald-Brauerei gegründet. 
Vor allem aber siedelte sich holzverarbeitende Industrie in Eiweiler an. 1946 wurde ein Sperrholz- und Furnierwerk errichtet. Seit 1953 besteht eine Spanplattenfabrik (vormals Novopan, Glunz AG, Tarkett), heute Laminate-Park, in Eiweiler.

### Verkehr
Der Haltepunkt Eiweiler liegt an der Bahnstrecke Lebach–Walpershofen und wird von den Saarbahn-Zügen der Relation Lebach-Jabach – Heusweiler – Saarbrücken bedient.

## Bildung und Kultur
Seit 1962 befindet sich ein Schulhaus an der Großwaldstraße in Eiweiler, das eine Grundschule beherbergt. Eine Turn- und Schwimmhalle gehören zur Grundschule.
1969 wurde der Grundstein für einen Kindergarten gelegt. Dieser Kindergarten gehört heute zusammen mit drei weiteren Institutionen zur Modelleinrichtung Püttlingen.

## Persönlichkeiten
- Johann von Winterscheidt (~1600–1654), Generalwachtmeister während des Dreißigjährigen Krieges
- Johann Conrad von Winterscheidt (vor 1630–1684), Oberstwachtmeister und Reichsfreiherr von Winterscheidt zum Kirschhof